# Atrek
Atrek és un riu de l'Iran i del Turkmenistan. Neix a territori iranià a les muntanyes de Kopet Dagh, al mont Hazar Masdjid al nord-est de Koçan o Kuçan i a 1225 metres (Iran). Recorre una distància d'uns 515 km en direcció a est-oest i desaigua a la badia d'Hasan Kuli al sud-est de la mar Càspia quan només mesura uns 12 metres d'ample i menys d'un metre de fondo. La seva longitud és de 669 km i la conca de 27300 km². Els primers dos terços corre per les serralades Kūh-e Hazār Masjed, Kūh-e ʿAlī, Kūh-e Šāh Jahān i Kūh-e Bīnālūd. Neix al Kūh-e Hazār Masjed. El darrer terç del riu forma la frontera entre Turkmenistan i l'Iran des de 1882.
L'únic afluent rellevant és el Simbar o Sumbar o Zumbar o Simbar (que rep a la vora de Çatli) i llavors forma la frontera entre l'Iran i Turkmenistan segons el tractat de 1882; per un tractat de 1926 l'aigua del riu es va repartir entre l'Iran i la Unió Soviètica. Antigament s'hi reproduïa l'esturió però la contaminació i la poca aigua la fet desaparèixer.
Correspon al riu clàssic Sarnois (Estrabó) o Zonius (Plini el Vell) de la paraula persa zaranya que vol dir daurat (per tant riu Daurat). A l'època medieval separava Gorgan de Dahistan (al nord); els àrabs l'anomenaven Herand; més tard el nom Arak va aparèixer, suposadament volent dir "riu dels turcs" (l'etimologia popular pensa que deriva del plural de turc = Aträk). Fins al 1869 la regió estava deshabitada a causa de les depredacions dels turcmens però en aquest any els russos van establir un fortí a Chikishlyar, proper al riu, i van dominar a les tribus en pocs anys.